# 蜂須賀儀子
蜂須賀 儀子（はちすか のりこ、明和8年（1771年） - 寛政7年（1795年））は、関白・鷹司政煕の正室。父は阿波徳島藩第10代藩主・蜂須賀重喜。母は側室の梁田時。兄弟は蜂須賀治昭、蜂須賀幸子（醍醐輝久正室）などがいる。義娘の鷹司并子は、甥で徳島藩第12代藩主・蜂須賀斉昌の正室。 

## 生涯
明和8年（1771年）、阿波徳島藩第10代藩主・蜂須賀重喜と側室の梁田時の次女として生まれる。
後に関白・鷹司政煕に嫁ぐ。政熙との間には、天明7年（1787年）に三女・吉子（閑院宮孝仁親王妃）、そして寛政元年（1789年）には長男・鷹司政通を出産。
寛政7年（1795年） 、死去。